# Jeune Fille à la fenêtre
La Jeune fille à la fenêtre est une huile sur carton du peintre Salvador Dalí peinte en 1925. C'est une œuvre de jeunesse du peintre. Réalisée dans un style réaliste, il représente la sœur du peintre, Anna Maria, de dos à la fenêtre à Cadaqués. Le tableau est conservé au musée Reina Sofía de Madrid.

## Description
Le portrait représente la sœur de l'artiste, Anna Maria, âgée de dix-sept ans. Elle est accoudée à la fenêtre, tournant le dos au spectateur, dans la maison de la famille Dali à Cadaqués et regarde la mer. Dali réalisa un travail d'une grande uniformité chromatique et d'une grande simplicité dans la composition où la jeune fille nous introduit dans le paysage qu'elle contemple.
La jeune fille souffre cependant de quelques problèmes de proportions. Ses pieds notamment sont très petits. La sœur de Dali est représentée dans de nombreuses toiles du peintre, tant contemporaines de cette période comme postérieures, jusqu'à ce que Salvador Dali rencontrât sa muse et épousât Gala. La peinture fut exposée pour la première fois à la galerie Dalmau de Barcelone, en novembre 1925. Certains critiques d'arts, tels que Folch i Torres, lièrent ces portraits de Dali au mouvement noucentiste. Le peintre déclare dans La Vie secrète de Salvador Dali que Picasso vit les œuvres à Barcelone et les apprécia.
Anna Maria, ici représentée, en dit « Les portraits que mon frère m'a faits à cette époque sont innombrables. Beaucoup n'étaient que de simples études de cheveux et une épaule découverte ».
À la différence de ces études, cette toile possède une caractéristique inspirée des maîtres qu'étudiait Dali à l'époque ; il utilisa ici un tableau dans le tableau. La fenêtre joue le rôle de second cadre inclus dans le premier, que la jeune fille nous invite à admirer. Le paysage n'est pas séparé du reste de la toile, mais il est mis en relation avec la personne qui le regarde. Les valeurs chromatiques dominantes sont les bleus pour le cadre intérieur : la fenêtre, la mer, le ciel, la jupe d'Anna Maria et les rideaux qui servent de cadre au tableau dans le tableau. Le peintre joue sur ces bleus comme dans les œuvres de jeunesses de Picasso. Le tableau extérieur qui entoure le tableau intérieur est dans des tons ocre. Il s'agit des murs, du sol et des jambes de la jeune fille.
Anna Maria, évoquant les longues heures passées à poser devant ces paysages, ajouta « En effet, Salvador me peignait toujours devant une fenêtre ».